# Ekajuk
L'ekajuk (o akajo, o akajuk) és una llengua que es parla al sud-est de Nigèria, als poblats de Bansara, Nwang, Ntara, Mfom i Ebanibim, a la LGA d'Ogoja, a l'estat de Cross River.
L'ekajuk és una llengua que pertany a la subfamília de les llengües bakor, que pertanyen a les llengües bantus anomenades llengües ekoid. Les altres llengües de la seva subfamília són l'abanyom, l'efutop, l'nde-nsele-nta, l'nkem-nkum i l'nnam. Totes elles es parlen a Nigèria.

## Ús i dialectologia
Segons l'ethnologue, l'ekajuk és una llengua d'ús vigorós (6a), tot i que no està estandarditzada, és parlada per població de totes les edats. S'utilitza a la llar i entre la comunitat. Els seus parlants també parlen pidgin nigerià. Els ekajuk-parlants són escolaritzats en anglès. L'ekajuk s'escriu en alfabet llatí des del 1971.
Els dialectes de l'ekajuk són l'ebanimbim, l'ekagongho, l'esham i l'mfom. L'nnam i l'nkem-nkum són llengües molt properes.

## Població i religió
El 92% dels 58.000 ekajuks són cristians; d'aquests, la meitat pertanyen a esglésies cristianes independents, el 25% són protestants i el 25% són catòlics. El 8% dels ekajuks restants creuen en religions tradicionals africanes.